# Federico Mertens
Federico Mertens (Buenos Aires, Argentina, 27 de abril de 1886 – 16 de septiembre de 1960) fue un dramaturgo, cuentista, crítico teatral y novelista entre cuyas obras se encuentran las piezas teatrales Gente bien y Las d’enfrente, que fueron objeto de muchas representaciones en el país. Cultivó la comedia de costumbres y en general su obra se encuentra dentro del género de la comedia asainetada pero también tiene obras narrativas como Intervalo y Cosas de la vida y tragedias sombrías, como Silvio Torcello, El amor del sendero y La zarza en llamas.

## Actividad profesional
Era hijo de un inmigrante alemán, ya a los 9 años ganó un premio con un conmovedor poema dedicado a una prima suya que había muerto en plena juventud y a los 14 años uno de sus cuentos, de estilo clásico, fue publicado por el diario La Nación. Más adelante publicó cuentos costumbristas en las revistas Fray Mocho y PBT, en 1905 participó en la insurrección armada de Yrigoyen y al año siguiente estrenó su primera obra teatral dramática.
Trabajó en el diario Crítica como crítico teatral y en La Nación, Fray Mocho, Papel y Tinta y Caras y Caretas como redactor. 
En 1909 estrenó su obra costumbrista Las d’enfrente y fundó la revista Bambalinas, una de las primeras publicaciones teatrales orgánicas de aparición semanal en la cual además de las noticias y críticas publicaba el texto de una obra de autor nacional en cada número.
Hizo una gira en 1916 por América para difundir el teatro argentino y conocer piezas de autores de los países recorridos para representarlas en su país. Junto a Armando Discépolo impulsó la carrera profesional de Camila Quiroga, que integraba un conjunto vocacional. Fue el autor preferido de Orfilia Rico, a quien dirigió en 1922, actriz que estrenó sus obras Criolla Vieja, Las señoritas de Mechaca y Una novela vulgar, entre otras. También dirigió, junto a José González Castillo, la Compañía Argentina de Teatro Selecto cuyos principales actores eran Adolfo Fuentes y Sarah Nuvolona. 
Otras compañías que dirigió fueron la Compañía de Comedias José Gómez, en 1923, la de Luis Arata en 1924, la de Roberto Casaux en 1927, la de Pierina Dealessi y César Ratti en 1928, la de Florencio Parravicini entre 1929 y 1934 
Entre las obras que dirigió se destacan sus puestas en escena de Gente de bien, de 1909, La hora del balcón, de 1911 y La zarza en llamas, de 1941, que recibió el segundo premio otorgado por la Comisión Nacional de Cultura a la producción de ese año. En 1934 fue galardonado con el 1° Premio Municipal por su dirección artística y selección del repertorio del teatro Ateneo. Fue amigo de Florencio Sánchez, Alberto Vacarezza y de Armando Discépolo, llegó a regentear con solvencia tres teatros a la vez, a los que abastecía con su fértil ingenio. Sus memorias quedaron registradas en su libro Confidencias de un hombre de teatro.

## Obras teatrales
De su exclusiva autoría
- Las d’enfrente
- Gente bien
- Mama Clara
- Las diferentes
- La hora del balcón
- Mi abuela Graciana
- La primera discordia
- Criolla Vieja
- Las señoritas de Mechaca
- Una novela vulgar
- Silvio Torcelli
- La familia Pickaerpack
- La familia de mi sastre
- La clase media
- La carabina de Ambrosio
- El tren de las 10.30
- Quien manda en mi casa?
- El tesoro de la casa
- El padre Mediasuela
- La gente alegre
- Cosas de la vida	-

con Arnaldo Malfatti
- ¡Tripoli Nostra!
- Aquella cantina de la Ribera

con José González Castillo
- La zarza ardiendo

## Novelas
- Intervalo